# Sachicasaurus
Sachicasaurus (лат.) — вымерший род плиозаврид из подсемейства Brachaucheninae. Окаменелости найдены в раннемеловых (барремских) отложениях формации Паха, плато Альтиплано-Кундибоясенсе в горной системе Восточная Кордильера (колумбийские Анды). Типовой вид — Sachicasaurus vitae.

## Этимология
Родовое название Sachicasaurus образовано от Сачики — локации, где обнаружены окаменелости, и др.-греч. saurus — ящер. Видовой эпитет vitae, означающий на латыни «жизнь», выбран по той причине, что находка вызвала в Сачике «жизненную силу».

## Описание

S. vitae в сравнении с человеком

Крупный плиозаврид, взрослые особи достигали в длину 10-11 м и массы 13,5 т. Голотип MP111209-1 найден в 2013 году и состоит из почти полного черепа и посткраниальных элементов, включая полную заднюю конечность и различные позвонки. В числе характерных признаков Sachicasaurus очень короткий нижнечелюстной симфиз, сокращённое количество зубов нижней челюсти (17-18 против 25-40 у других плиозаврид), тонкие зубы. Данная особь, достигающая в длину почти 10 м, ещё не достигла взрослого возраста. Это один из наиболее полных и крупнейших образцов плиозаврид.

## Палеоэкология
Sachicasaurus — один из четырёх плиозаврид из формации Паха, другими являются Acostasaurus, Stenorhynchosaurus и Monquirasaurus. Вместе с этими животными также найдены эласмозавриды Callawayasaurus и Leivanectes, морская черепаха Desmatochelys padillai, черепаха Leyvachelys из семейства Sandownidae, а также ихтиозавры из семейства офтальмозаврид — Muiscasaurus и Kyhytysuka.